# Atomorpha dumonti
Atomorpha dumonti là một loài bướm đêm trong họ Geometridae.